# Anisadenia saxatilis
Anisadenia saxatilis är en linväxtart som beskrevs av Nathaniel Wallich. Anisadenia saxatilis ingår i släktet Anisadenia och familjen linväxter. Inga underarter finns listade i Catalogue of Life.